# Кабанаш-ди-Торриш
Каба́наш-ди-То́рриш (порт. Cabanas de Torres) — приход (фрегезия) в Португалии, входит в округ Лиссабон. Является составной частью муниципалитета Аленкер. По старому административному делению входил в провинцию Эштремадура. Входит в экономико-статистический субрегион Оэште, который входит в Центральный регион. Население составляет 1013 человека на 2001 год. Занимает площадь 6,79 км².
Покровителем прихода считается С.-Грегориу-Магну (порт. S. Gregório Magno).